# 西缅

西緬支派的象征

西緬（希伯來語：שמעון）天主教思高聖經譯西默盎，根據聖經創世記的描述，是雅各与拉班的长女利亚所生的次子，以色列西緬支派的祖先。
西緬的意思是“聽見、聽從”。利亞為次子取名“西緬”，是感謝神聽到了她的請求，讓利亞生了雅各的次子。雅各較寵愛他的第二位妻子拉結，

## 作為
根據聖經的記載，西緬性情暴烈，為了給其妹底拿遭到強姦報仇，假意叫示剑人行割禮，在他們在割禮後養傷的期間，西緬和兄弟利未拿刀剑，杀尽了示剑城中一切的男丁。（创世纪第34章）
他被認為在出卖约瑟的事情上领头，因为後来他去埃及买粮時，曾被约瑟扣押作人质，单独拘禁。（创世纪42:24）
及后，创世纪第四十九章雅各聚集他的众子，把他们日後“必遇见的事”告诉他们，而关于西緬的话是：
“⋯⋯西緬和利未是弟兄；他們的刀劍是殘忍的器具。我的靈啊，不要與他們同謀；我的心哪，不要與他們聯絡；因為他們趁怒殺害人命，任意砍斷牛腿大筋。他們的怒氣暴烈可咒；他們的忿恨殘忍可詛。我要使他們分居在雅各家裡，散住在以色列地中。”
在申命记中，西緬支派是唯一没有得到摩西祝福的一个支派。